# Dieta bezglutenowa
Dieta bezglutenowa – dieta, będąca wariantem diety podstawowej, z której wyeliminowano produkty zawierające gluten, czyli wykluczono produkty spożywcze z dodatkiem naturalnych bądź przetworzonych zbóż takich jak: pszenica, żyto, jęczmień.
Owies nie zawiera glutenu i jest pożądanym składnikiem diety osób na diecie bezglutenowej. Badania dowodzą, że spożywanie produktów owsianych nie skutkuje pojawieniem się objawów niepożądanych u osób, u których pojawiają się one po spożyciu pszenicy. W przypadku badań, w których stwierdzono odsetek objawów niepożądanych, po spożyciu owsa, prawdopodobnie doszło do zanieczyszczenia produktów owsianych glutenem.
U osób chorych na celiakię zaleca się nieprzerwane stosowanie diety bezglutenowej, mimo iż dieta tego typu zwiększa u nich ryzyko wystąpienia otyłości. Wiele gotowych produktów spożywczych, które nie są produktami zbożowymi, może zawierać gluten w składzie (na przykład zagęstniki na bazie skrobi pszennej w jogurtach lub bulionach).
Wyeliminowanie glutenu z diety nie ma jakiegokolwiek bezpośredniego wpływu na osoby zdrowe. Dieta bezglutenowa nie zwiększa ryzyka wystąpienia otyłości u osób zdrowych (inaczej niż u chorych na celiakię). Stosowanie diety tego rodzaju przez osoby zarówno zdrowe, jak i chore, może mieć wpływ negatywny. Poprzez zmniejszoną podaż błonnika, dieta ta powoduje zaburzenia funkcjonowania układu trawiennego a także skutkuje niedoborem witamin grupy B, witaminy D, wapnia, żelaza, cynku lub magnezu, co w konsekwencji może prowadzić do występowania zmniejszenia gęstości tkanki kostnej. Równocześnie osoby zdrowe przechodzące na dietę bezglutenową mogą przykładać większą uwagę do zdrowszego odżywiania się, między innymi unikając fast foodów i jedząc więcej warzyw (co redukuje ryzyko wystąpienia miażdżycy).

## Zalecenia szczegółowe dotyczące diety bezglutenowej
| Niektóre produkty zawierające gluten, niezalecane w chorobie trzewnej |
| --- |
| - Mąka pszenna, kasza manna, otręby pszenne, inne produkty z pszenicy lub zawierające jej dodatki - Mąka żytnia, inne produkty z żyta lub zawierające jego dodatki - Kasza jęczmienna, mąka jęczmienna, płatki jęczmienne, inne produkty z jęczmienia lub zawierające jego dodatki - Makarony (pszenne i razowe) - Pieczywo i produkty piekarnicze (chleb biały i razowy, bułki) - Ciasta, herbatniki oraz inne słodycze zawierające mąkę pszenną (w tym niektóre cukierki, nadziewana czekolada) - Wędliny takie jak: kaszanka, pasztetowa, salceson (zawierają domieszkę glutenu) - Kawa zbożowa |

| Niektóre produkty spożywcze dozwolone w chorobie trzewnej |
| --- |
| - Ryż, mąka ryżowa, płatki ryżowe, wafle ryżowe, makaron ryżowy i inne produkty z ziaren ryżu - Mąka ziemniaczana - Mąka kukurydziana, kasza kukurydziana, płatki kukurydziane i inne produkty z ziaren kukurydzy - Soja, tapioka, sorgo - Kasza gryczana, mąka gryczana, płatki gryczane - Kasza jaglana, mąka jaglana, płatki jaglane - Komosa ryżowa (quinoa) - Czekolada bez nadzienia - Mleko, przetwory mleczne - Jaja - Mięso, wędliny, podroby, tłuszcze - Owoce, warzywa - Kawa naturalna, herbata, kakao naturalne - Przyprawy, cukier - Miód |

Zgodnie z przepisami obowiązującymi w Unii Europejskiej (Rozporządzenie Wykonawcze Komisji (UE) Nr 828/2014 z dnia 30 lipca 2014 r. w sprawie przekazywania konsumentom informacji na temat nieobecności lub zmniejszonej zawartości glutenu w żywności) od 20 lipca 2016 roku określenie słowne „bezglutenowy” wolno stosować na etykietach i w reklamach produktów w przypadkach, gdy zawartość glutenu nie przekracza 20 mg/kg w żywności sprzedawanej konsumentowi końcowemu, zaś produkty o zawartości nie więcej niż 100 mg/kg żywności należy określać jako „produkt o bardzo niskiej zawartości glutenu”.